# 4538 Vishyanand
A 4538 Vishyanand a Naprendszer kisbolygóövében található aszteroida. Szuzuki Kenzó fedezte fel 1988. október 10-én.